# Marian Brytan
Marian Aleksander Brytan (ur. 22 marca 1943 w Katowicach, zm. 24 listopada 2012 tamże) – podpułkownik Wojska Polskiego, ekspert ochrony polskich placówek dyplomatycznych. Współzałożyciel i Prezes Związku Polskich Spadochroniarzy VII Oddział Katowice (ZPS). Członek Zarządu Okręgu Śląsko-Dąbrowskiego Polskiego Związku Filatelistów (PZF).

## Życiorys
Urodził się w Katowicach. Ukończył liceum im. A. Mickiewicza, Szkołę Oficerską i Wojskową Akademię Polityczną im. Feliksa Dzierżyńskiego w Warszawie. Zawodową służbę wojskową pełnił w Nadwiślańskich Jednostkach MSW JW 1492. W dyspozycji Ministerstwa Spraw Zagranicznych wykonywał zadania związane z ochroną polskich placówek dyplomatycznych za granicą, m.in. w Bonn i Paryżu. Był wychowawcą wielu pokoleń młodych żołnierzy. Po przejściu do rezerwy pełnił funkcję Kierownika Ośrodka Szkolenia przy Agencji Szkoleniowo-Ochronnej Spadochroniarzy „KOMANDOR” i szkolił kandydatów do licencji pracownika ochrony. Był miłośnikiem polskiej broni i barwy.

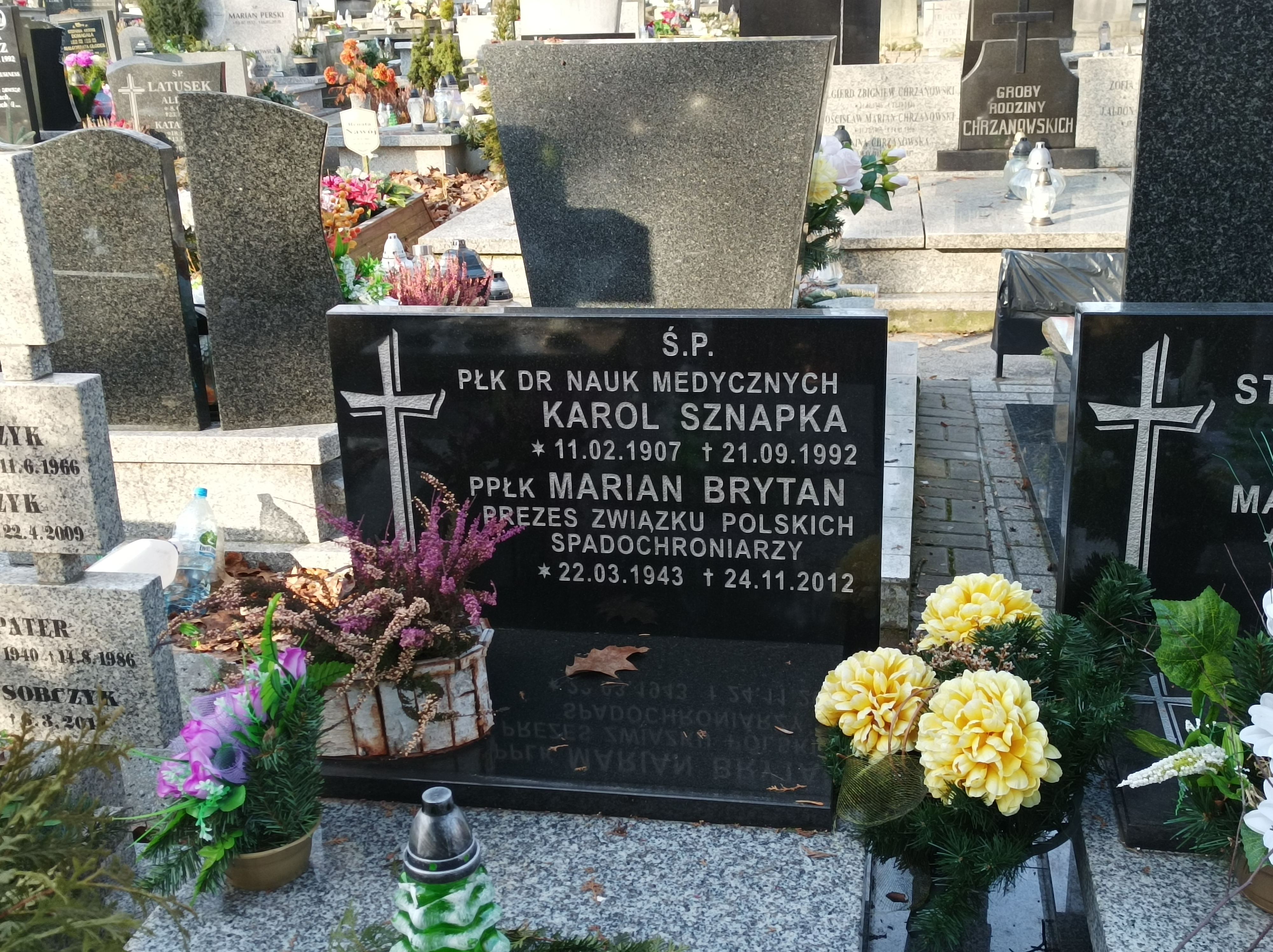
Grób Mariana Brytana na cmentarzu przy ul. Francuskiej w Katowicach (luty 2022)

Zmarł 24 listopada 2012 roku w Katowicach. Uroczystość pożegnalna odbyła się 29 listopada 2012 roku w Rudzie Śląskiej Kochłowicach. W tym samym dniu został pochowany w grobie rodzinnym na cmentarzu przy ul. Francuskiej w Katowicach.

## Działalność społeczna

### Związek Polskich Spadochroniarzy
Pierwsze skoki spadochronowe wykonywał latem 1966 w Szkole Oficerskiej na polowym podwrocławskim lotnisku, metodą: Na linę i wykonał ich siedem (instruktorami spadochronowi byli: Józef Adamski i Wojciech Soleżyński). Dopiero następne, już jako oficer służąc w stolicy, wyskakał w sumie 77. Sentyment do nich skłonił latem 1990 do udziału w tworzeniu Związku Polskich Spadochroniarzy VII Oddział Katowice im. mjr. Jerzego Dyrdy. Był jego założycielem i wieloletnim prezesem zarządu oddziału. Funkcję Prezesa Zarządu pełnił cztery kadencje (w latach 1995–2012). Był organizatorem licznych przedsięwzięć sportowych, między innymi: 20–22 czerwca 1997 I Międzynarodowych Mistrzostw Spadochronowych Związku Polskich Spadochroniarzy, Regionalnych Zawodów Spadochronowych Śląska w celności lądowania czy też zawodów balonowych.
Na wniosek Związku Polskich Spadochroniarzy VII Oddział Katowice, został uhonorowany przez Zjazd Delegatów najwyższym wyróżnieniem Związku Polskich Spadochroniarzy, medalem „Za Zasługi dla ZPS”.
Redakcja pisma „Spadochroniarz” (organ prasowy ZPS), jako współredaktora i korespondenta, za popularyzację działalności spadochroniarzy polskich, zrzeszonych w Związku Polskich Spadochroniarzy, wyróżniła statuetką Pióra Orła.

### Polski Związek Filatelistów
W styczniu 1984 wstąpił w szeregi PZF. Był jednym z członków założycieli Koła ZPF nr 114 przy Jednostce Wojskowej 1492 w Katowicach, pełniąc w nim funkcję sekretarza do roku 1990, pełnił funkcję członka Komisji Rewizyjnej, sekretarza Zarządu Oddziału, a od 2005 skarbnika. Jedną kadencję był członkiem Zarządu Okręgu Śląsko-Dąbrowskiego PZF. Czynnie włączał się w organizowanie wystaw na terenie jednostki wojskowej oraz przez Oddział Katowice i Okręg Śląsko-Dąbrowski. Pełnił następujące funkcje:
- wiceprzewodniczący KO OWD „SILESIA-92”,
- członek KO KWF POLSKA NIEMCY i POLSKA IZRAEL,
- wiceprzewodniczący KO OWF SILESIA-97,
- członek 12-tu okolicznościowych wystaw organizowanych przez Koło Nr 114 na terenie jednostki wojskowej,
- sekretarz Oddziałowej Wystawy Filatelistycznej z okazji 30-lecia Oddziału PZF Katowice,
- członek Pokazu Filatelistycznego na terenie RUP Katowice w 2002 roku,
- członek KO Transport-2010 w Politechnice Śląskiej

W Dzienniku Zachodnim, Nadwiślańczyku oraz w oddziałowym Przeglądzie Filatelistycznym publikował artykuły o tematyce filatelistycznej.
Za swoją działalność został odznaczony: brązową, srebrną i złotą Honorową Odznaką PZF, odznaką 100 lat Filatelistyki Polskiej, odznaką Zasłużony dla Okręgu Katowice, odznaką 50-lecia PZF oraz brązową i srebrną odznaką Za Zasługi dla PZF.
Źródło:

## Odznaczenia
- Krzyż Kawalerski Orderu Odrodzenia Polski
- Złoty Krzyż Zasługi
- Srebrny Krzyż Zasługi
- Złoty Medal „Za zasługi dla obronności kraju”
- Srebrny Medal „Za zasługi dla obronności kraju”
- Złota Odznaka „Za Zasługi dla rozwoju województwa katowickiego”
- Srebrna Odznaka „Za Zasługi dla rozwoju województwa katowickiego”

Źródło: